# Міджені
Мідже́ні (Мі́лош Герг Ніколлен) (алб. Millosh Gjergj Nikolla або серб. Miloš Đoka Nikolić,нар. 13 листопада 1911 Шкодер Османська імперія (нині Албанія) — 26 серпня 1938 року, Турин Італія) — албанскій поет та письменник.

## Сім'я
Народився в 1911 році в Шкодері, Османської імперії (нині Албанія), в сім'ї слов'янського походження, яка вдома розмовляла сербсько-хорватською мовою. Прізвище Ніколіч (Николич), згодом перетворене на Ніколи, походить від його діда Ніколи (р. 1876), який родом з району Верхньої Реки (нинішній північний захід Р. Македонія), звідки він переїхав до Скутари наприкінці 19 століття. У його сім'ї був бар в місті. Його батько Дордже Ніколіч (1872—1924 був одним з підписантів Декларації за створення Православної Церкви в Албанії в 1922 році. Його мати Софія Кокоші (р. 1916), уродженка Каваї, отримала освіту в католицькій семінарії в Скутари, якою керували італійські черниці. Ангеліна Чека Луарасі, дочка молодшої сестри Міжіні Ольги, заявила в своїй книзі Міджені-Вепра, співавтором якої є Скендер Луарасі, що Міджені був албанцем, а не слов'янського походження, а Міджені говорив лише рідною мовою, а потім навчився говорити слов'янською мовою під час зростання. Ангеліна стверджувала, що сім'я використовувала багато слов'янських імен через їхню православну віру

## Раннє життя
Міллош вдома говорив тільки сербохорватською. Він навчався в сербській православній початковій школі в Скутарі. З 1923 по 1925 рр. Навчався в барі, Чорногорія (в Югославії), куди переїхала його сестра Ленка. У 14 років, восени 1925 року, він отримав стипендію для навчання в середній школі в Монастірі (Бітола) (також у Югославії), яку закінчив у 1927 році, а потім увійшов до православної семінарії св. Іоанн Богослов. Він вивчав старослов'янську, російську, грецьку, латинську і французьку мови. Продовжив навчання до червня 1932 року.
Його ім'я в паспорті — Мілош Ніколіч від 17 червня 1932 року, потім перетворено в Міллоша Ніколая у постанові про призначення в якості вчителя, підписаного міністром освіти Мірашем Іванаєм від 18 травня 1933 року. У своїх посвідченнях від 11 жовтня 1933 року його прізвище написано Милош Ніколич. У переглянутому свідоцтві про народження від 26 січня 1937 року його прізвище пишеться Милош Нікола.

## Поезія
Його стрункий вірш (тридцять п'ять віршів) під назвою Vargjet e Lira[недоступне посилання] («Вільний вірш») був надрукований видавництвом Гутенберга в Тирані в 1936 році, але був заборонений урядовою цензурою. У другій редакції, опублікованій в 1944 році, відсутні два старі вірші Parathanja e parathanjeve («Передмова») і Blasfemi («Blasphemy»), які вважалися образливими, але в ньому були вісім нових. Головною темою Міджені було нещастя і страждання, відображення життя, яке він бачив і жив.

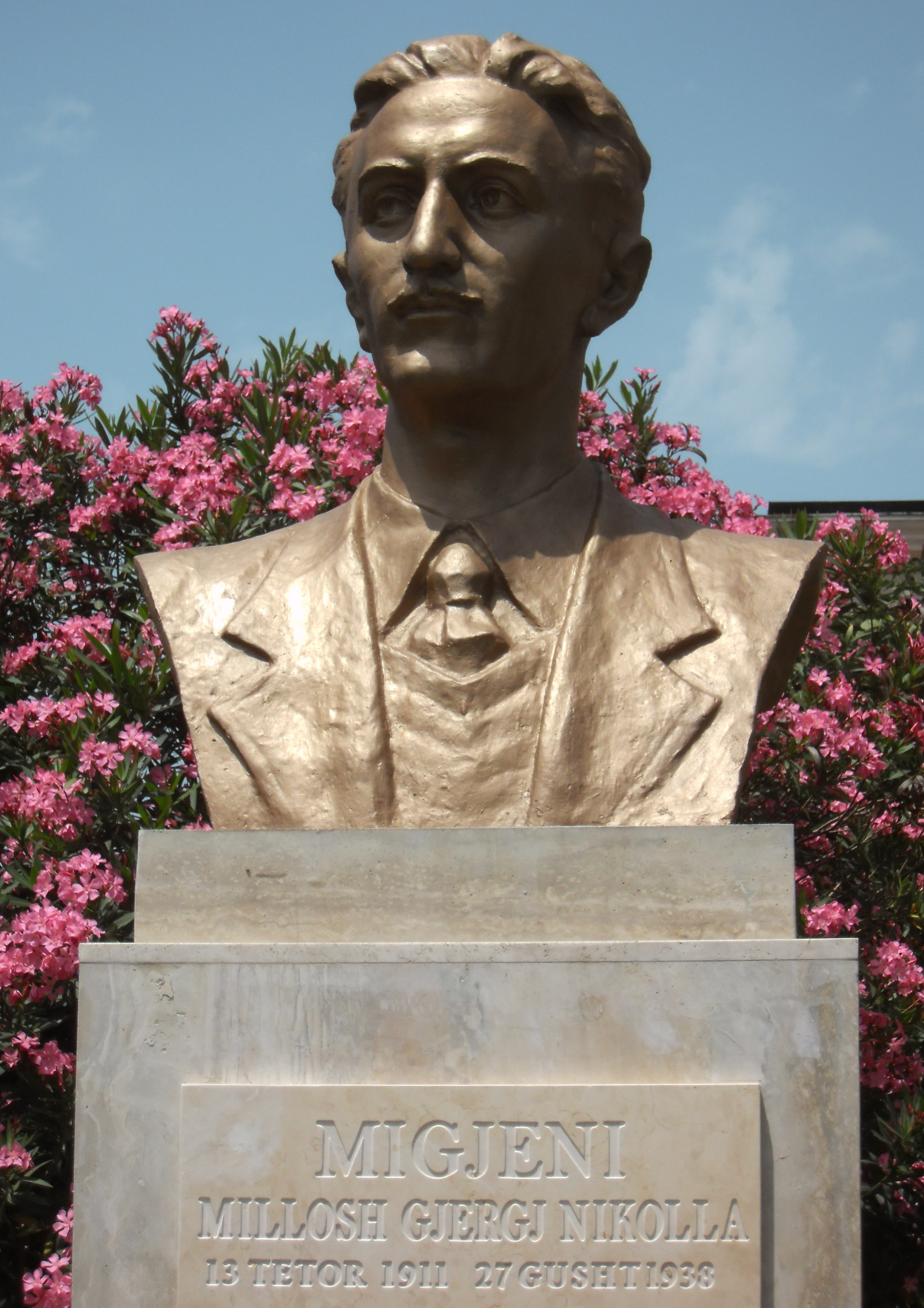
Погруддя літератора в Шкодер, Албанія

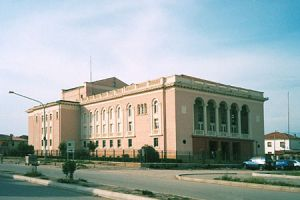
Театр Міджені в Шкодер, Албанія

 Міджені ставав поважним прозаїком. Він є автором близько двадцяти чотирьох коротких прозаїчних нарисів, які він опублікував у періодичних виданнях здебільшого між весною 1933 року та весною 1938 року. Він мав усі передумови для того, щоб бути великим поетом. У нього був допитливий розум. Хоча його поетична творчість була не більш об'ємною, ніж його проза, його успіх у галузі поезії в той час в Албанії був значним. Попередні покоління поетів співали красу албанських гір і священні традиції нації, тоді як Міджені тепер відкривав очі на суворі життєві реалії, на жахливий рівень нещастя, хвороб і бідності, які він відкрив навколо себе. Він був поетом відчаю, який не бачив жодного виходу. "Я страждаю з дитиною, чий батько не може купити йому іграшку. Я страждаю з молодим чоловіком, який горить з невгамовним сексуальним бажанням. Я страждаю з чоловіком середнього віку, який потонув у апатії життя. Я страждаю зі старим, який тремтить. Я страждаю, коли селянин бореться з землею. Я страждаю, коли працівник розчавлений залізом. Я страждаю з хворими, страждаючими від усіх хвороб світу ..Я страждаю з людиною ". Типовим для страждань і безперспективності людських зусиль для Міджені є Режігната («Відставка»), вірш у найдовшому циклі збірки, «Кангет еммітміт» («Пісні бідності»). Тут поет малює похмурий портрет нашого земного буття: похмурі ночі, сльози, дим, терни і бруд. Рідко дихання свіжого повітря або бачення природи просочуються через темряву. Коли природа трапляється у віршах Міджені, то, звичайно, це осінь. Якщо немає надії, є принаймні задушені бажання. Деякі вірші, такі як «Сини нового віку», «Згубство», «Кенга ерініс» («Пісня про молодість») і «Кенга і бургосуніт» («Пісня в'язня»)), наполегливо декламативні в лівій революційній манері. Тут ми відкриваємо Міджені як попередника соціалістичного вірша або, скоріше, як зеніт справжнього соціалістичного вірша албанськими літерами, задовго до так званого визвольного і соціалістичного періоду з 1944 по 1990 рік. або революційний поет у політичному сенсі, незважаючи на обурення і випадковий стиснутий кулак, він показує нам. Для цього йому не вистачало оптимізму, а також відчуття політичної відданості та активності. У «Лінде нієріу» («Нехай людина народиться») і, зокрема, в нітшеанському дитирамб Трайтат е Мбініріут («Форма Супермена»), задушений, розгромлений, перетворюється на «гаряче прагнення до нового генія». для Супермена. Другу троцькіста Андре Стефі, який попередив його, що комуністи не прощатимуть таких віршів, Міджені відповів: "Моя робота має бойовий характер, але з практичних міркувань і з урахуванням наших особливих умов я маневрую. Я не можу пояснити ці речі комуністичним групам, вони самі повинні зрозуміти їх, а публікація моїх робіт продиктована необхідністю соціальної ситуації, через яку ми проходимо. Андре, моя робота буде досягнута, якщо мені вдасться прожити трохи довше. Частиною «закладу», який він відчував, що не помічає страждань людства, була Церква. Релігійна освіта Міджені та його підготовка до православного священства, здається, були цілком контрпродуктивними, бо він не любив ні прихильності до релігії, ні особливих прихильних настроїв до організованої Церкви. Бог для Міджені був гігантом з гранітними кулаками, що принижували волю людини.